# إدارة لا ليبرتاد
إدارة لا ليبرتاد (بالإنجليزية: La Libertad Department) هي إدارة في السلفادور، تتبع السلفادور، بلغ عدد سكانها 842٬624 نسمة، في 2006، عاصمتها سانتا تكلا، تبلغ مساحتها 1٬652٫9 كيلومتر مربع.